# Анатолиј Демјаненко
Анатолиј Васиљевич Демјаненко (укр. Анатолiй Васильович Дем'яненко, рус. Анатолий Васильевич Демьяненко; 19. фебруар 1959) бивши је совјетски фудбалер.

## Биографија
У каријери је играо за Дњепар Дњепропетровск, Динамо Кијев, Магдебург и Виђев Лођ.
Између 1981. и 1990. године наступио је 80 пута за репрезентацију Совјетског Савеза и постигао шест голова. Био је члан тима који је учествовао на Светском првенству 1982. у Шпанији, 1986. у Мексику и 1990. у Италији. Године 1988. био је члан тима који је освојио сребрну медаљу на Европском првенству одржаном у Западној Немачкој.
Након завршетка играчке каријере, ради као фудбалски тренер. Био је шеф стручног штаба Динама из Кијева.

## Успеси

### Клуб
Динамо Кијев
- Првенство СССР: 1980, 1981, 1985, 1986, 1990.
- Куп СССР: 1982, 1985, 1987, 1990.
- Суперкуп СССР: 1980, 1985, 1986.
- Куп победника купова: 1986.

### Репрезентација
СССР
- Сребрна медаља Европско првенство 1988. у Западној Немачкој